# Eduardo Noriega
Eduardo Noriega Gómez, (født 1. august 1973) er en spansk skuespiller. Han spiller blandt andet med i The Devils Backbotte hvor han har hovedrollen som Jacinto.